# 세종대왕기념사업회
세종대왕기념사업회는 세종대왕 성덕과 위업을 추모, 후손에 계승을 목적으로 1957년 5월 14일 설립된 대한민국 문화체육관광부 소관의 사단법인이다. 사무실은 서울특별시 동대문구 청량리동 산 1-157에 있다.

## 주요 사업
- 세종대왕에 관한 문헌 간행
- 세종대왕의 유물, 유적 수집보관

## 같이 보기
- 서울 세종 영릉 신도비